# Дубово-Умётский район
Дубово-Умётский район — упразднённая административно-территориальная единица в составе Куйбышевского края и Куйбышевской области, существовавшая в 1935—1963 годах. Административный центр — село Дубовый Умёт

## Население
По данным переписи 1939 года в Дубово-Умётском районе проживало 11 098 чел., в том числе русские — 67,3 %, мордва — 18,3 %, украинцы — 10,4 %, белорусы — 2,5 %. По данным переписи 1959 года в районе проживало 10 640 чел.

## История
Дубово-Умётский район был образован в январе 1935 года в составе Куйбышевского края (с декабря 1936 — области).
По данным 1945 года район включал 7 сельсоветов: Берёзово-Гайский, Дом.-Вершинский, Дубово-Умётский, Малороссийский, Подъём-Михайловский, Сухо-Вязовский и Яблоново-Вражский.
В январе 1963 года Дубово-Умётский район был упразднён.